# Traverella albertana
Traverella albertana är en dagsländeart som först beskrevs av Mcdunnough 1931.  Traverella albertana ingår i släktet Traverella och familjen starrdagsländor. Inga underarter finns listade i Catalogue of Life.